# Wild Side (film 2004)
Wild Side è un film del 2004 diretto da Sébastien Lifshitz. La pellicola, nata da una co-produzione francese, belga e britannica, fu presentata l'8 febbraio 2004 nella sezione Panorama al Festival di Berlino. dove vinse il Teddy Award, in Italia, tre mesi più tardi, vinse il Festival MIX Milano.
Il titolo deriva dalla canzone dell'artista newyorchese Lou Reed, ex membro dei Velvet Underground, Walk on the Wild Side
che, nel 1972, toccò alcuni tabù quali la transessualità, l'uso di droghe, la prostituzione maschile e il sesso orale.
Il film è aperto dalla canzone I Fell in Love with a Dead Boy di Antony and the Johnsons, che accompagna una serie di dettagli del corpo nudo della protagonista Stéphanie Michelini e l'esibizione live dello stesso Antony.

## Trama
Il film racconta la storia di Stéphanie, una transessuale dal carattere molto forte, originaria del nord della Francia che vive Parigi facendo la prostituta. Nel proprio modesto appartamento in città, convive con la sua famiglia composta da Djamel, un bel ragazzo di origine magrebine, anche lui prostituto, e Mikhaïl, un possente uomo russo in fuga dalla guerra in Cecenia e giunto nella capitale da alcuni mesi. Quest'ultimo è un ex pugile e sopravvive da clandestino con diversi lavori in nero. Mikhaïl vorrebbe che Djamel e Stèphanie smettessero di prostituirsi ma, per i due, quella professione è stata una scelta e rappresenta anche un simbolo di libertà. I tre si amano e, nonostante la loro vita sia piena di complicazioni, riescono a trovare un equilibrio che gli permette in cammino di vita comune.
Una mattina Stéphanie, dopo essere stata contattata telefonicamente dall'ospedale, raggiunge la madre molto malata. Le due non si vedevano e parlavano da molto tempo: la madre aveva preso la decisione d'interrompere i rapporti colla figlia pur senza una valida ragione, mentre Stéphanie, dopo il trasferimento a Parigi e i cambiamenti fisici, sentiva di aver ormai voltato pagina.
La donna è quasi in fin di vita ma, nonostante le precarie condizioni di salute, viene riaccompagnata da Stéphanie e Mikhaïl alla sua vecchia casa nel piccolo paese natale, ormai quasi disabitato
e abbandonato a sé stesso. Dopo breve tempo, essi vengono raggiunti anche da Djamel che li aiuta ad occuparsi dei bisogni della donna sino alla sua morte.
I tre protagonisti, grazie al trasferimento dalla città a un luogo così isolato e solo, iniziano un percorso di meditazione e ricerca interiore che diviene occasione per riflettere sulla propria vita comune.
Per Stéphanie, Il ritorno ai luoghi di quand'era piccolo e la ripresa del dialogo con la madre, è un tuffo nei ricordi del passato. Da bambino si chiamava Pierre e la sua infanzia non era stata facile, a causa del suo carattere fragile e della scomparsa del padre e dell'amata sorella e compagna di giochi, Caroline. Il periodo scolastico gli aveva riservato molte amarezze e, all'età di quindici anni, aveva deciso di abbandonare quei luoghi in cerca di una vita migliore a Parigi. Ora che è tornata, però, sente il bisogno di rintracciare Nicolas, un vecchio amore di gioventù in cui, dopo diciassette anni, ritrova ancora una profonda amicizia.
La madre, a dispetto del lungo periodo di distacco, mantiene nei confronti di Stéphanie un rapporto affettuoso di amore materno e, pur ammonendola che il padre non avrebbe capito, mostra condivisione verso le scelte di vita della figlia, soprattutto con riguardo al rapporto amoroso con Mikhaïl.
Anche Djamel e Mikhaïl hanno con le rispettive famiglie un rapporto difficile. Mikhaïl vorrebbe contattare i suoi genitori di cui sente una profonda mancanza, ma è bloccato dalla sua situazione psicologica, appesantita dal macigno dell'abbandono dei suoi familiari a causa della guerra in Cecenia. Djamel, invece, intrattiene i rapporti unicamente col fratello poiché la madre, con cui è in aperto conflitto, non ammette la sua vita da gigolò.
Pur con le loro difficoltà familiari, i tre vivono una vita sentimentalmente serena e l'amore tra loro prende vita sotto diverse forme, dal sostegno morale e materiale, all'attrazione sessuale.

## Cast
Il regista ha scelto come interpreti dei quattro personaggi principali del film due attori professionisti, Yasmine Belmadi nei panni di Djamel e Josiane Stoleru nel ruolo della madre di Stéphanie, e due non-professionisti, Stéphanie Michelini e Edouard Nikitine, che interpretano rispettivamente Stéphanie e Mikhaïl.

## Riconoscimenti
- Festival di Berlino: Teddy Award[1][2][3]
e Manfred Salzgeber Award
- Festival MIX Milano[4]
- Premio speciale della giuria al Gijón International Film Festival
- Grand Jury Award al L.A. Outfest
- Seattle International Film Festival: New Director's Showcase Award a Sébastien Lifshitz